# The Wild Bunch
The Wild Bunch là một bộ phim cao bồi Mỹ, sản xuất năm 1969 do Sam Peckinpah làm đạo diễn. Bộ phim có sự tham gia của những ngôi sao màn bạc thời bấy giờ như: William Holden, Robert Ryan, Ernest Borgnine, Edmond O'Brien, Ben Johnson, và Warren Oates.

## Cốt truyện
Vào năm 1913, tại Texas, Hoa Kỳ, Pike Bishop, thủ lĩnh của một băng cứơp khét tiếng lên một kế hoạch: "Băng cướp sẽ thực hiện một vụ cướp lớn, sau đó băng cướp sẽ tan rã và các thành viên sẽ về hưu". Mục tiêu của họ là một trụ sở công ty đường sắt, nơi có một két sắt chứa đầy bạc thỏi.
Khi băng cướp thực hiện ý định của mình thì họ bị phục kích bởi Deke Thornton, một đồng đội trước đây của Pike, và hiện đang là thủ lĩnh của một nhóm thợ săn tiền thưởng được tài trợ bởi công ty đường sắt. Một vụ xả súng kinh hoàn xảy ra, nhiều thành viên của cả 2 phe đều bị bắn hạ. Bất ngờ, có một cuộc diễu hành của Hiệp hội phản đối uống rượu đi ngang qua, Pike và những tên cướp sử dụng họ làm lá chắn. Điều này khiến cho nhiều người dân vô tội của đoàn diễu hành bị bắn hạ.
Cuối cùng, Pike cũng chạy thoát khỏi ổ phục kích, cùng với Dutch Engstrom, 2 anh em Lyle và Tector Gorch, và Angel. Đây là những người sống sót duy nhất sau vụ xả súng. Sau đó, họ tìm một nơi và mở két sắt cướp được ra xem. Tất cả điều vô cùng thất vọng, vì những gì trong két sắt là tiền giả làm bằng sắt, chứ không phải là bạc thỏi. Sau đó cả nhóm hợp tác với Freddie Sykes và đi về Mexico.